# Восточная Македония и Фракия
Восто́чная Македо́ния и Фра́кия (греч. Περιφέρεια Ανατολικής Μακεδονίας και Θράκης) — периферия, административно-территориальная единица Греции. Является региональным органом местного самоуправления и частью административного деления. По программе «Калликратис» с 2011 года входит в децентрализованную администрацию Македония и Фракия. Включает восточную часть исторической области Македония, историческую область Западная Фракия, острова Тасос и Самотраки. Население 608 182 жителя по переписи 2011 года. Площадь 14 157,75 квадратного километра. Плотность 42,96 человека на квадратный километр. Административный центр периферии — город Комотини, самый крупный город — Александруполис. Перифериарх — Христос Метиос (Χρήστος Μέτιος), который заменил избранного на местных выборах в 2014 году и скончавшегося в 2016 году Йоргоса Павлидиса (Γιώργος Παυλίδης). Из-за близости к Турции в Восточной Македонии и Фракии размещены крупные контингенты Вооружённых сил Греции.
Образована в 1987 году в соответствии с Законом 1622/86 о местном самоуправлении. В состав периферии вошли македонские номы Драма и Кавала, а также Западная Фракия: номы Ксанти, Родопи и Эврос.

## История
Территория Восточной Македонии и Фракии почти совпадает с историко-географической областью Беломорье, которая после поражения Османской империи в Первой Балканской войне в 1912 году вошла в состав Болгарии и принадлежала последней до конца Первой мировой войны в 1918 году.

## Население
На территории Восточной Македонии и Фракии проживает 608 182 жителей по данным переписи 2011 года. В периферии (в основном на территории фракийских номов Ксанти, Родопы и Эврос) компактно проживают мусульманские общины турецкого и цыганского происхождения, а также помаков. Все они вместе составляют мусульманское меньшинство населения, единственное официально признаваемое меньшинство в Греции. Кроме того, в периферии проживают группы менгленитов (влахов). Всего доля негреческого населения в Восточной Македонии и Фракии оценивается в 17 %.

## Административное деление

Административное деление периферии Восточной Македонии и Фракии

Периферия делится на 6 периферийных единиц и 22 общины.
| Периферийная единица | Община                          | Население (2011), человек | Площадь, км² | Плотность, чел./км² |
| -------------------- | ------------------------------- | ------------------------- | ------------ | ------------------- |
| Драма                | Доксатон (центр - Каламбакион)  | 14 516                    | 243,4        | 59,64               |
| Драма                | Драма                           | 58 944                    | 840,103      | 70,16               |
| Драма                | Като-Неврокопион                | 7860                      | 873,552      | 9,00                |
| Драма                | Паранестион                     | 3901                      | 1029,392     | 3,79                |
| Драма                | Просоцани                       | 13 066                    | 481,846      | 27,12               |
| Кавала               | Кавала (центр - Кавала)         | 70 501                    | 351,35       | 200,66              |
| Кавала               | Нестос (центр - Хрисуполис)     | 22 331                    | 678,831      | 32,90               |
| Кавала               | Пангеон (центр - Элефтеруполис) | 32 085                    | 701,427      | 45,74               |
| Ксанти               | Авдира (центр - Енисея)         | 19 005                    | 352,047      | 53,98               |
| Ксанти               | Ксанти (центр - Ксанти)         | 65 133                    | 495,118      | 131,55              |
| Ксанти               | Мики (центр - Зминти)           | 15 540                    | 633,334      | 24,54               |
| Ксанти               | Топирос (центр - Эвлалон)       | 11 544                    | 312,493      | 36,94               |
| Родопи               | Ариана (центр - Филира)         | 16 577                    | 771,175      | 21,50               |
| Родопи               | Иазмос                          | 13 810                    | 485,285      | 28,46               |
| Родопи               | Комотини                        | 66 919                    | 644,934      | 103,76              |
| Родопи               | Марония-Сапе (центр - Сапе)     | 14 733                    | 641,751      | 22,96               |
| Тасос                | Тасос                           | 13 770                    | 380,097      | 36,23               |
| Эврос                | Александруполис                 | 72 959                    | 1216,954     | 59,95               |
| Эврос                | Дидимотихон                     | 19 493                    | 565,372      | 34,48               |
| Эврос                | Орестиас                        | 37 695                    | 955,591      | 39,45               |
| Эврос                | Самотраки                       | 2859                      | 177,977      | 16,06               |
| Эврос                | Суфлион                         | 14 941                    | 1325,721     | 11,27               |